# Angelo Robino
Angelo Robino (Salemi, 28 augustus 1805 –  , 28 augustus 1868) was een prelaat in het koninkrijk der Beide Siciliën, dat werd bestuurd door het Huis Bourbon. Hij was de laatste aartsbisschop van Syracuse onder het Huis Bourbon; en accepteerde met tegenzin de eenmaking van Italië.

## Levensloop
Robino was parochiepriester in zijn geboortedorp Salemi op Sicilië, in de provincie Trapani. In 1853 benoemde paus Pius IX hem tot aartsbisschop van Syracuse. Robino's beleid was gericht tegen de Risorgimentobeweging, Garibaldi en alle liberalen die revolutionair actief waren in het opstandige koninkrijk Sicilië tijdens het revolutiejaar 1848. Hij beschouwde dit alles als 'de kwaal van de eeuw'. Samen met andere Siciliaanse prelaten ijverde Robino voor steun aan het bewind van het Huis Bourbon, terwijl hij ook gehoorzaamheid aan de Heilige Stoel betrachtte.
Tijdens een bezoek van de Siciliaanse bisschoppen aan Rome beklaagde Robino zich over de lage geestelijkheid in Syracuse. Er heerste corruptie en ongehoorzaamheid en zij verwaarloosden de pastorale zorg. Hij erkende wel dat de lage geestelijkheid in armoede leefde, een probleem dat ook andere bisschoppen op Sicilië ondervonden. Robino zette zich in voor de verbetering van de priesteropleiding.
Zelf had Robino inkomsten uit een uitgestrekt landgoed op de Epipolis, de bovenstad van Syracuse. Dit landgoed met villa, genaamd La casa del vescovo, behoorde tot het aartsbisdom. Het landgoed telde ateliers en werkplaatsen.
In 1861 kwam er een einde aan het koninkrijk der Beide Siciliën, nadat Garibaldi in 1860 de hoofdstad Napels had ingenomen. Het aartsbisschoppelijk paleis van Robino werd gedeeltelijk bezet door garibaldisten. Zijn landgoed op de Epipolis werd geconfisqueerd en Robino was de laatste aartsbisschop van Syracuse die ervan kon genieten.
In het nieuw opgerichte en verenigde koninkrijk Italië kwam Robino tussenbeide om heksenjachten tegen Bourbon-aanhangers tegen te gaan. Na zijn overlijden (1868) werd in de lijkrede vermeld dat Robino destijds ook was opgekomen voor slachtoffers van de geheime politie van het Bourbonregime, wat nieuw was voor de toehoorders. Zijn broer Pietro Robino plaatste een gedenkplaat voor hem in de voormalige villa op de Epipolis.